# Strömstads samrealskola
Strömstads samrealskola var en realskola i Strömstad verksam från 1906 till 1971.

## Historia
Skolan startade som en ombildning av Strömstads lägre allmänna läroverk 1906 till en samskola, som före 1930 ombildades till realskola och strax därefter till Strömstads samrealskola.
Realexamen gavs från omkring 1910 till 1971.
Den första skolbyggnaden brann ner 1932.